# Amayabuya
Amayabuya (ang. Amarapura) – przedmieście miasta Mandalaj w Mjanmie, nad rzeką Irawadi (Mjanma, Azja), ma ok. 40 tys. mieszkańców. Ośrodek przemysłu jedwabniczego i rzemiosła – głównie wyroby z brązu.

## Historia
Amayabuya była dawniej samodzielnym miastem, założonym w 1783. Była rezydencją królewską i stolicą kraju do roku 1823 oraz ponownie w latach 1837–1857. W 1810 została zniszczona przez pożar, a w 1839 – przez trzęsienie ziemi, co doprowadziło do jej upadku.

## Zabytki
W Amayabuyi znajduje się dużo zabytków, m.in.:
- pozostałości budowli z czasów, kiedy była stolicą:
  - ruiny ceglano-kamienne świątyń buddyjskich,
  - ruiny zamku królewskiego i pałaców,
- bogato zdobione drewniane klasztory buddyjskie,
- drewniany most U Beina.

## Galeria obrazów

Amayabuya - Amarapura - အမရပူရမြို့
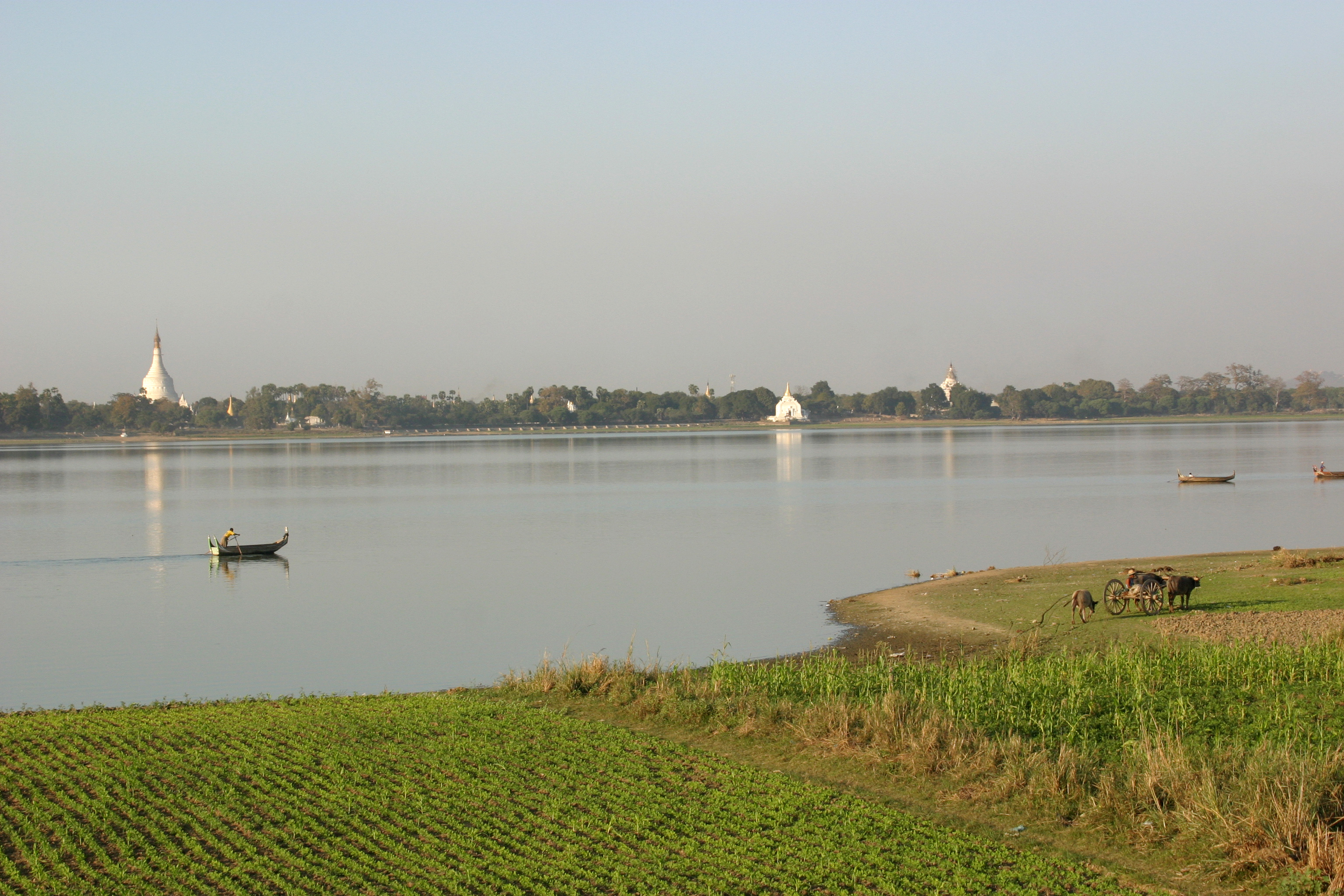
Jezioro Taungthaman
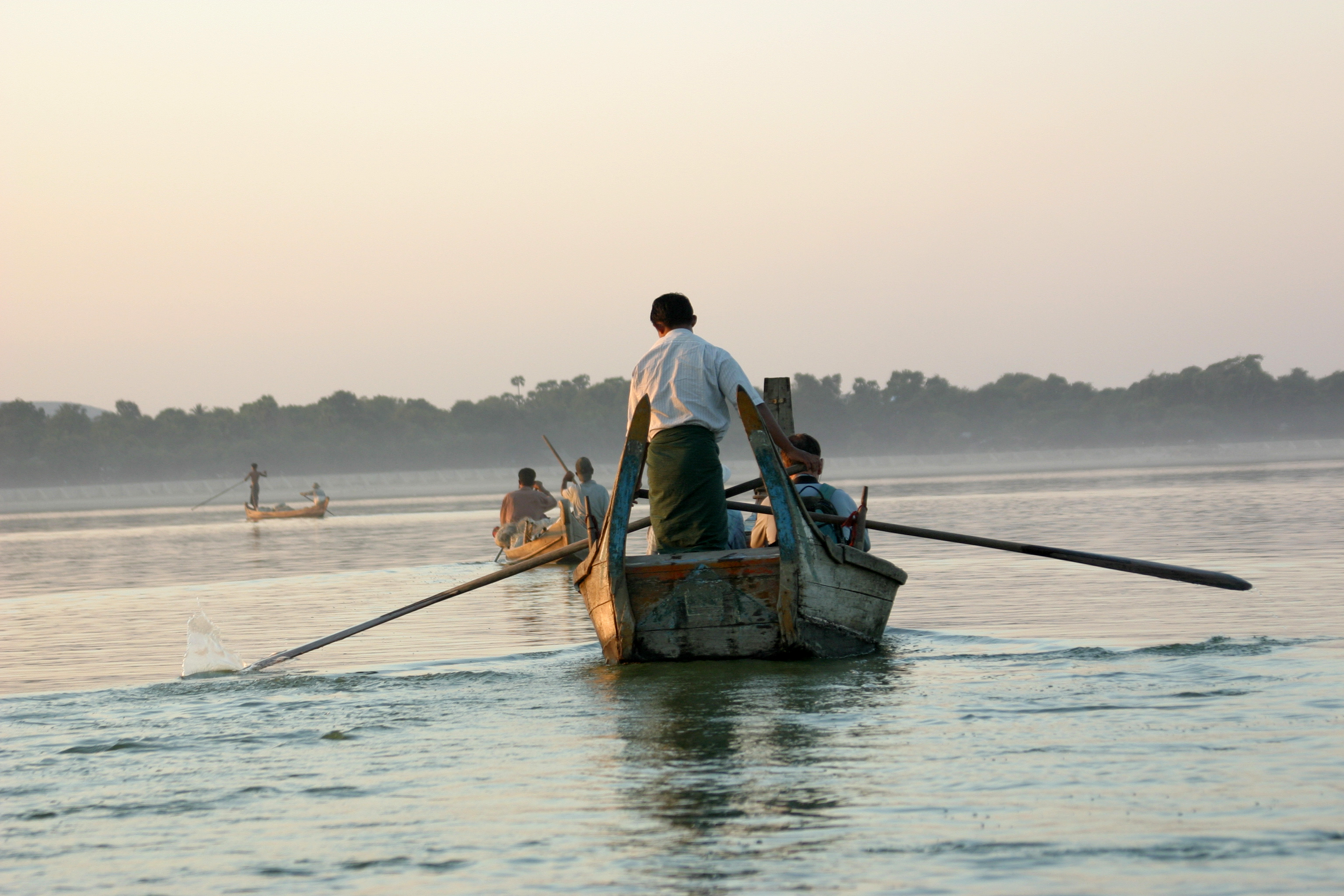
Jezioro Taungthaman
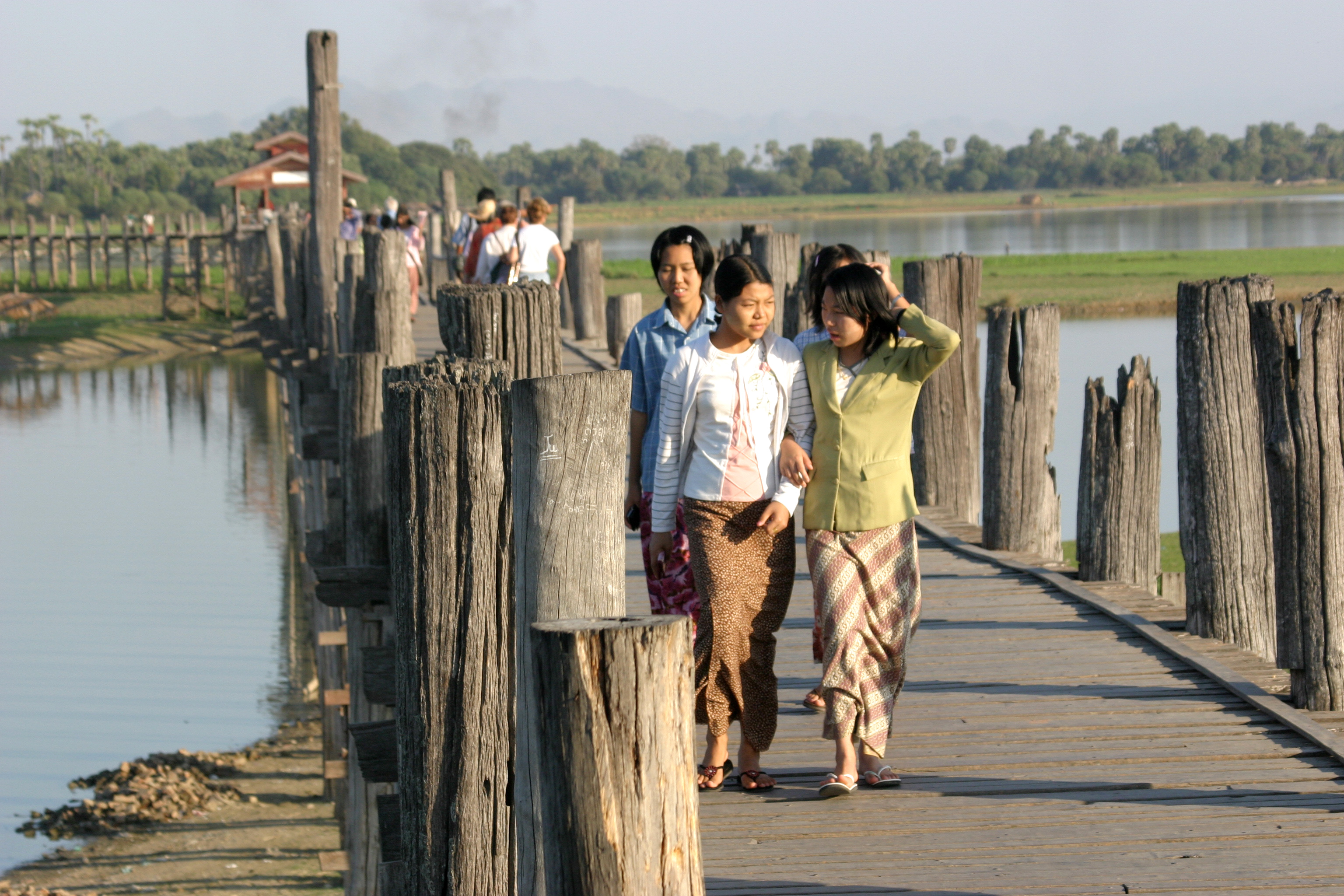
Most U Bein
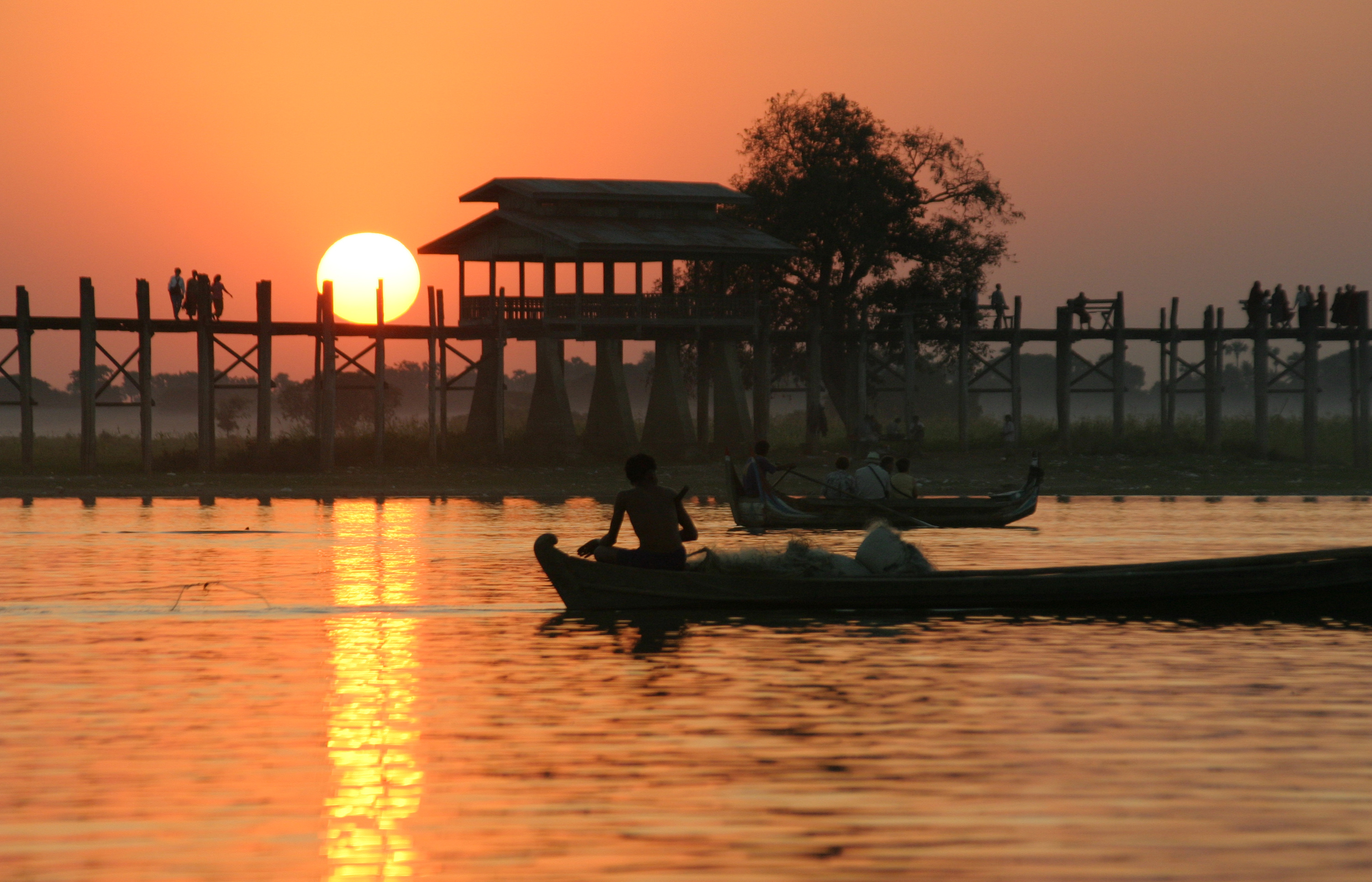
Most U Bein
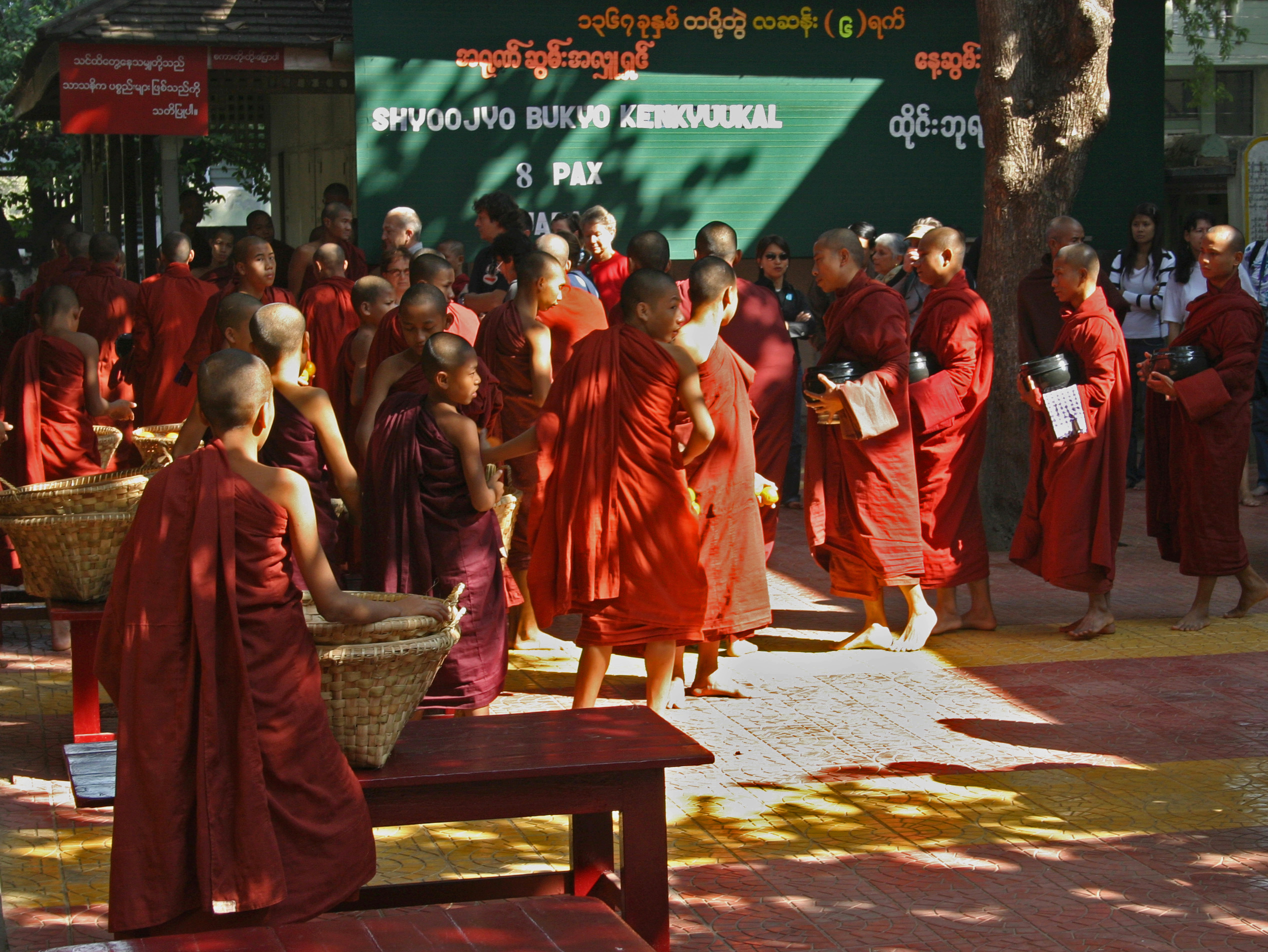
Mahagandhayon
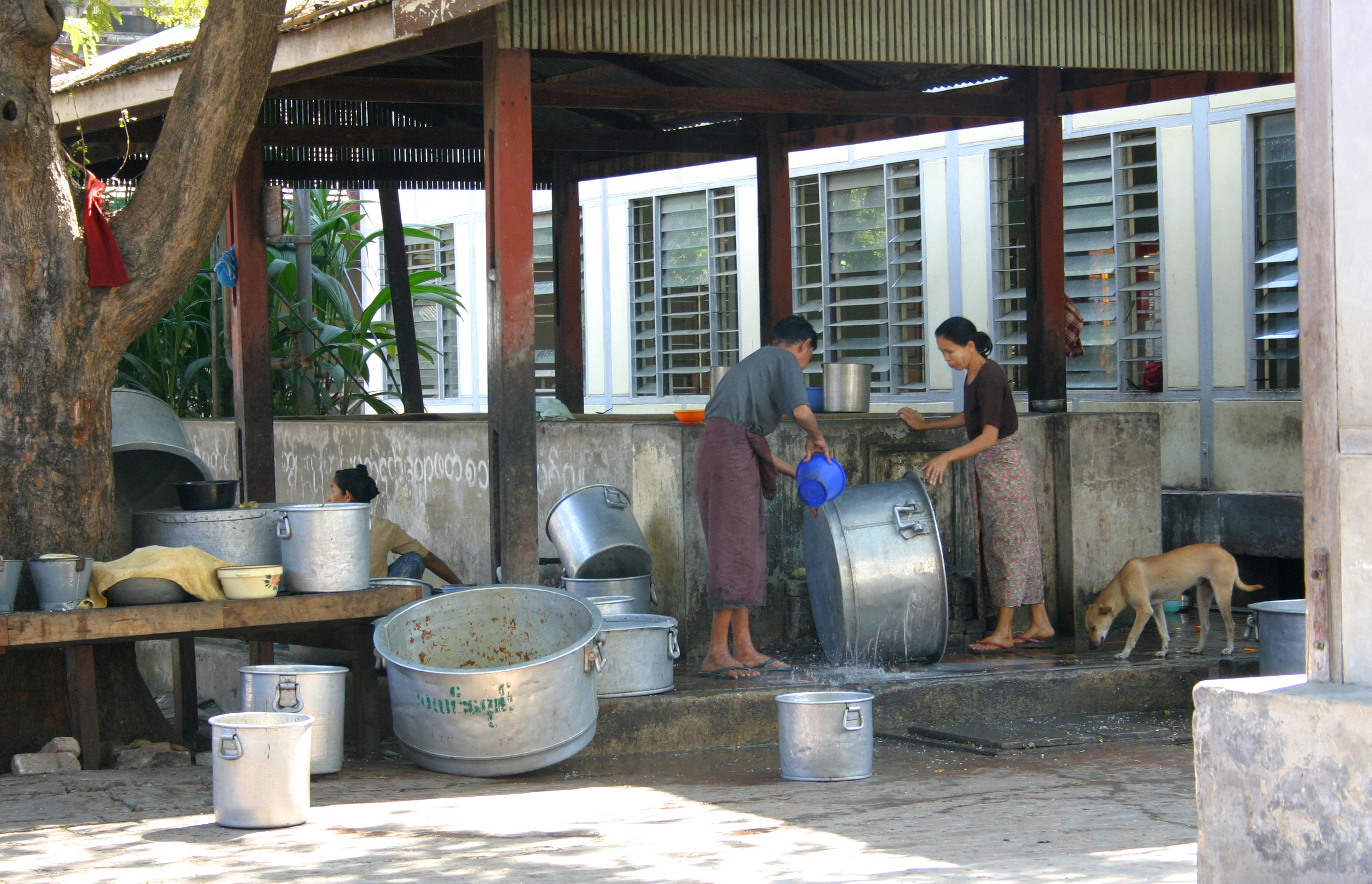
Mahagandhayon
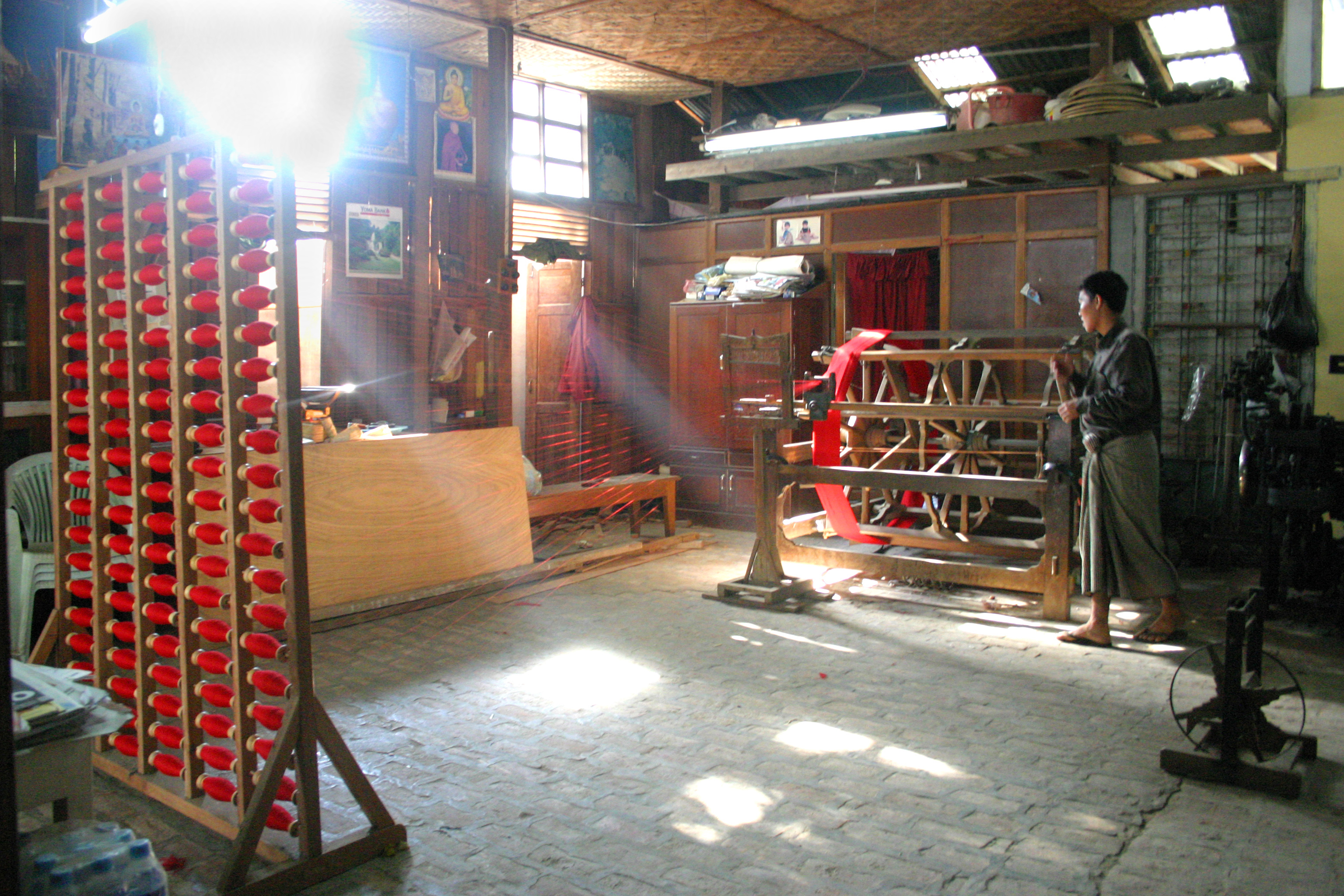
Przędzenie jedwabiu
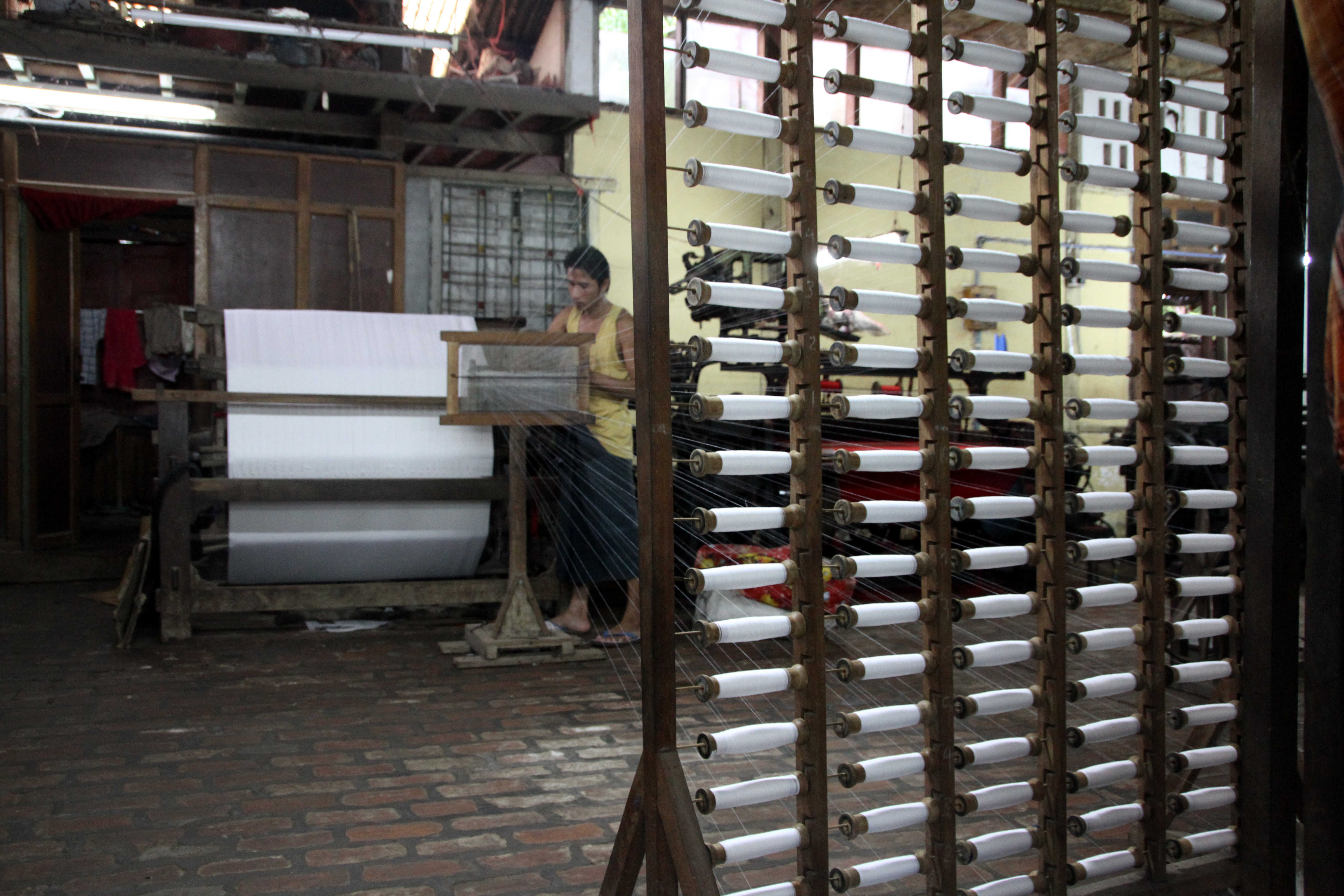
Przędzenie jedwabiu
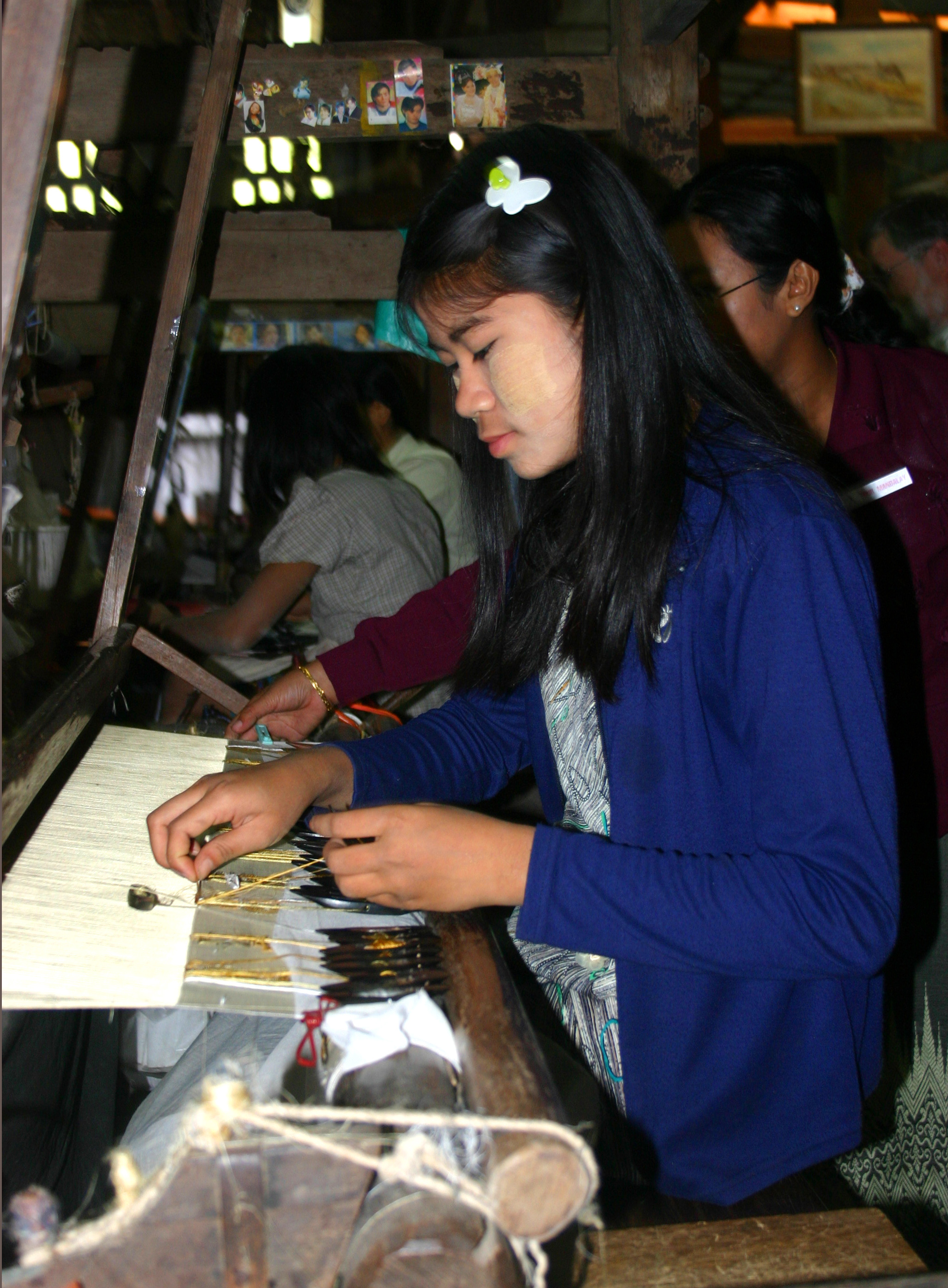
Tkanie jedwabiu
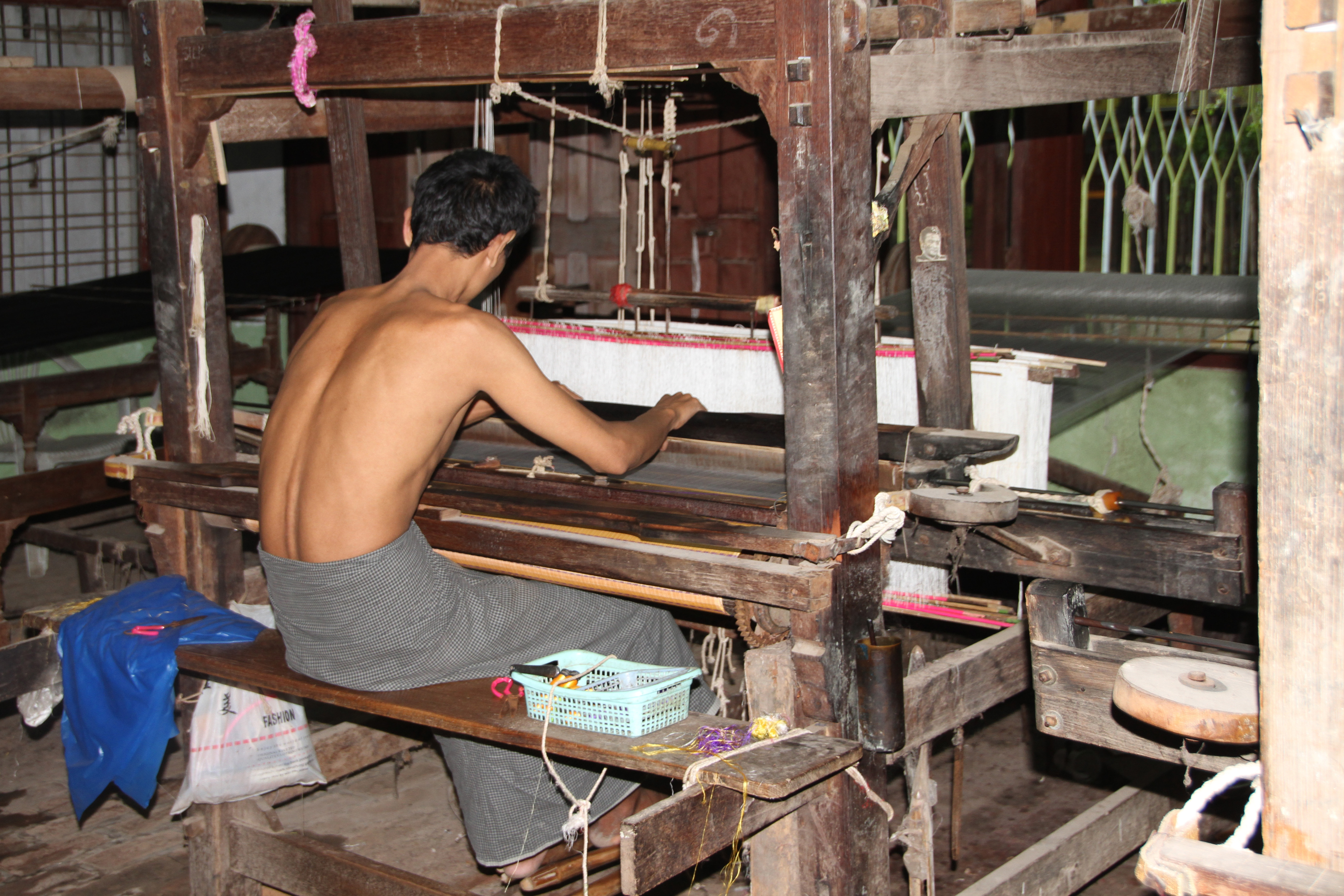
Tkanie jedwabiu